# Cyzenis albicans
Cyzenis albicans är en tvåvingeart som först beskrevs av Fallen 1810.  Cyzenis albicans ingår i släktet Cyzenis och familjen parasitflugor. Arten är reproducerande i Sverige. Inga underarter finns listade i Catalogue of Life.